# 筒仔米糕
筒仔米糕（台: タンアービーコー；国: トンツーミーガォ）は、台湾の伝統的料理の一つである。意味は「筒に入ったおこわ」。
もち米類の軽食、油飯、米糕によく似ているが、筒仔米糕は、磁器製の瓶、竹筒または、鉄鍋で調理され、強い風味を持っている。

## 調理

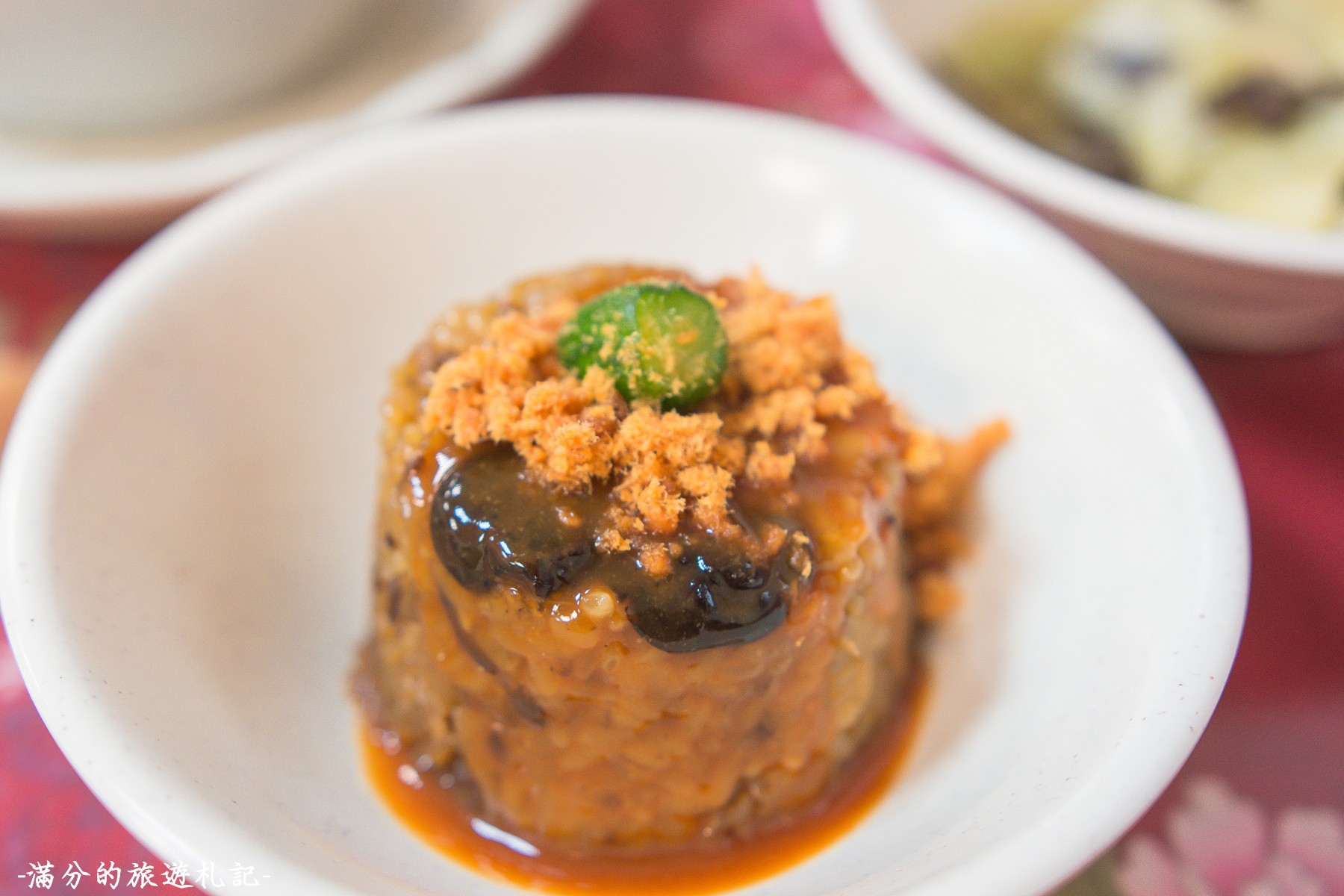
筒仔米糕

まず、もち米と椎茸、紅蔥頭（エシャロット）を油で炒め、醤油、塩、酒で味付けする。筒に刻んだ煮卵、肉の切れ端、または肉燥（肉そぼろ）を入れた上で前記の炒めたもち米で満たし、蒸す。熟した後、皿の上に逆さまに返して中の蒸し飯を取り出し、甘いタレ、または肉燥、更に香菜と蘿蔔乾を添えた物が「筒仔米糕」である。
もち米の具材は、基本的には椎茸のほか、干しエビや肉の切れ端などの具材も加える。
肉の切れ端、煮卵を蓮子（ハスの実）、鹹蛋などに置き換えて、さまざまな風味をアレンジする場合もある。
筒仔米糕は、農業時代初期には竹筒で作られていたが、その後は小さな鉄筒で作られるようになり、より洗練された店では磁器の筒を使って作られている。筒仔米糕と竹筒飯も、小さな竹筒で出されるが、口当たりは大きく異なる。

## 有名店
筒仔米糕で有名な場所は台湾台中市清水区で、1933年に地元の王塔先生の作る米糕の評判は、広く世間に知られ、多くの弟子を抱えた。
清水一帯に多くの米糕店があるが、すべて王塔の門下である。例えば、王塔米糕店から阿財米糕は約100メートル離れたところにあった。創業者の陳添財は王塔の弟子である。